# Helene Bøksle
Helene Bøksle (née le 1er avril 1981 à Frydnes dans Harkmark, dans Mandal) est une chanteuse et actrice norvégienne. Sa musique se caractérise par un mélange de pop et de musique folk. Elle est la fille de l'artiste Ivar Bøksle, et nièce de l'artiste Eivind Bøksle.
À l'âge de 13 ans, elle a chanté lors de l'attribution du prix Nobel de la paix. Elle est diplômée de l'Institut nordique pour la scène et le studio, et a une carrière d'actrice, entre autres choses, de théâtre du Collège, où l'un des rôles qu'elle eut était Hedvik dans The Sweet Hereafter. Elle a également joué le rôle de Sunniva dans Captain Sabeltann dans le zoo de Kristiansand, et elle a également tenu un certain nombre de projets musicaux.
En automne 2003, elle a participé au concours de talent Kjempesjansen sur NRK avec Hannah Wilder sur Hardingfele. Elle a demandé avec la chanson Heiemo et nykkjen, un établissement moderne d'interprétation de ballade médiévale Nøkken que belar. Elle est venue pour la finale et termina en quatrième place.
Pour les 92 000 couronnes qu'elle a remportées à la compétition, elle est allée en 2004 à Elverhøy dans la vallée de Ravn en Kristiansand, et est venue avec de nouvelles idées chaque année. En mai 2006, elle sort son premier album, Elverhøy.
Elle est souvent comparée à Gunnhild Sundli, mais contrairement à celle-ci qui est un mélange de rock, de métal et de musique folklorique, la musique d'Helene Bøksle est un style de mélange de pop et de musique folklorique.
Helene est la voix de la chanson thème pour le jeu PC Age of Conan, le compositeur est Knut Haugen Avenstroup.

## Discographie
- Elverhøy (2006)
- Morild (2009)
- Det hev ei rose (2010)
- Svalbard (2013)
- Godnatt, min skatt (2014)
- Stormy Nights (Single) (2014)